# Hironobu Yasuda

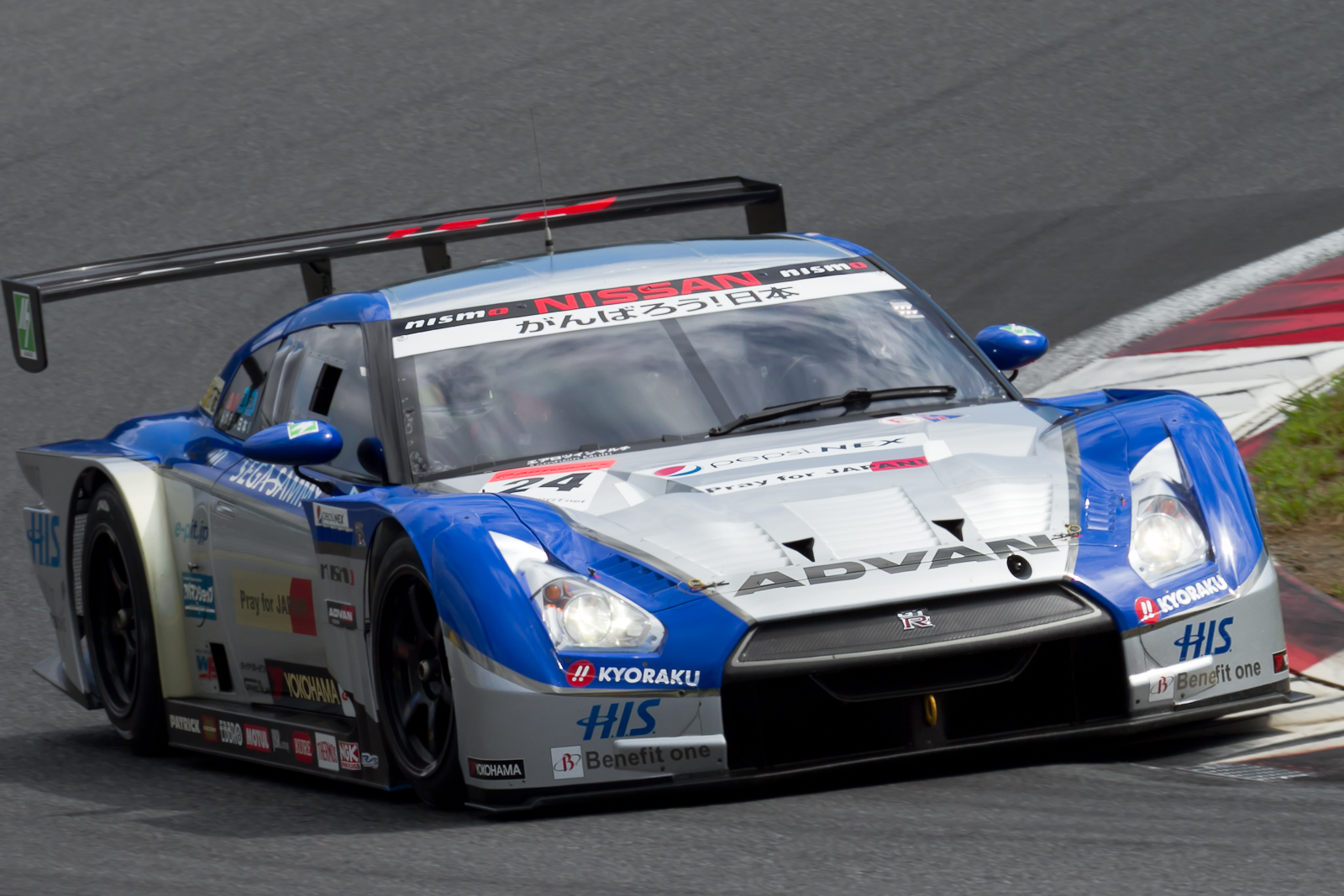
Yasuda in der Super GT 2011

Hironobu Yasuda (jap. 安田 裕信, Yasuda Hironobu ; * 11. November 1983 in der Präfektur Shiga) ist ein japanischer Automobilrennfahrer. Er tritt seit 2006 in der Super GT an.

## Karriere
Yasuda begann seine Motorsport im Kartsport, in den er auch im weiteren Verlauf seiner Karriere immer wieder zurückkehrte. Er wurde unter anderem 2003 asiatisch-pazifischer CIK-FIA-Formel-A-Meister.
2003 wechselte er in den Formelsport und trat bis 2004 in der Formel Dream an. Nach einer einjährigen Pause nahm Yasuda 2006 an der japanischen Formel Challenge teil. Mit vier Siegen wurde er Dritter in der Meisterschaft. Darüber hinaus debütierte er im GT-Sport und schloss die GT300-Wertung der Super GT auf dem 20. Platz ab.
2007 wechselte Yasuda zu Three Bond Racing in die japanische Formel-3-Meisterschaft. Er beendete die Saison auf dem achten Gesamtrang. Darüber hinaus nahm er an zwei Super-GT-Rennen teil. 2008 gewann Yasuda zwei japanische Formel-3-Rennen und verbesserte sich auf den vierten Platz der Meisterschaft. Außerdem entschied er die GT300 der Super GT zusammen mit Kazuki Hoshino für sich. 2009 bestritt Yasuda für Three Bond Racing seine dritte Saison in der japanischen Formel 3 und erreichte mit einem Sieg den fünften Platz in der Fahrerwertung. Außerdem wurde er mit einem Sieg Siebter der Super GT.
2010 konzentrierte sich Yasuda ausschließlich auf sein GT-Engagement und schloss die Super GT mit einem Sieg auf dem zehnten Platz ab. 2011 kehrte Yasuda wieder in den Formelsport zu Three Bond Racing zurück. Mit vier Siegen wurde er hinter Yūhi Sekiguchi Zweiter der japanischen Formel-3-Meisterschaft. Darüber hinaus nahm er am Macau Grand Prix teil. Außerdem trat er erneut in der Super GT an. Dort erreichte er wie im Vorjahr den zehnten Platz.

## Karrierestationen
| - 2003: Formel Dream - 2004: Formel Dream - 2006: Japanische Formel Challenge (Platz 3) - 2006: Super GT, GT300 (Platz 20) - 2007: Japanische Formel 3 (Platz 8) | - 2007: Super GT (Platz 20) - 2008: Japanische Formel 3 (Platz 4) - 2008: Super GT, GT300 (Meister) - 2009: Japanische Formel 3 (Platz 5) - 2009: Super GT (Platz 7) | - 2010: Super GT (Platz 10) - 2011: Japanische Formel 3 (Platz 2) - 2011: Super GT (Platz 10) - 2012: Super GT (Platz 15) - 2013: Super GT |